# Jean Pierre Cantin
Jean Pierre Cantin (ur. 7 grudnia 1966 w Schefferville) – kanadyjski judoka. Olimpijczyk z Barcelony 1992, gdzie zajął dziewiąte miejsce w wadze półlekkej.
Uczestnik mistrzostw świata w 1987, 1989, 1991, 1993 i 1995. Startował w Pucharze Świata w latach 1989, 1991, 1992, 1995 i 1996. Srebrny medalista igrzysk panamerykańskich w 1991 i brązowy w 1995. Mistrz panamerykański w 1990 i 1994; trzeci w 1996. Trzeci na Igrzyskach Wspólnoty Narodów w 1990, a także na igrzyskach frankofońskich w 1989. Dziewięciokrotny mistrz Kanady w latach 1987-1996.

## Letnie Igrzyska Olimpijskie 1992
| Konkurencja | Eliminacje           | Eliminacje          | Eliminacje            | Eliminacje            | Repasaże                  | Klas. końcowa |
| Konkurencja | Przeciwnik I         | Przeciwnik II       | Przeciwnik III        | 1/4                   | Przeciwnik I              | Miejsce       |
| ----------- | -------------------- | ------------------- | --------------------- | --------------------- | ------------------------- | ------------- |
| 65 kg       | Ekers Raposo (DOM) Z | Ilias Joanu (CYP) Z | Sandeep Byala (IND) Z | Udo Quellmalz (GER) P | Francisco Lorenzo (ESP) P | 9.            |